# Dinoprora endesma
Dinoprora endesma là một loài bướm đêm trong họ Noctuidae.